# Ngawal
Ngawal (Nepali न्यावल) ist ein Dorf und ein Village Development Committee im Distrikt Manang in Nordzentral-Nepal.
Ngawal liegt im oberen Manang-Tal zwischen Manang und Pisang an der Trekkingroute Annapurna Circuit. Die Ortschaft liegt oberhalb des nördlichen Flussufers des Marsyangdi auf einer Höhe von 3660 m.

## Einwohner
Im Jahr 2001 betrug die Einwohnerzahl von Ngawal 516.
Bei der Volkszählung 2011 hatte Ngawal 274 Einwohner (davon 151 männlich) in 73 Haushalten.